# Vendredi 13 (film, 1940)
Pour les articles homonymes, voir Vendredi 13 (homonymie).
Pour plus de détails, voir Fiche technique et Distribution.
Vendredi 13 (titre original : Black Friday) est un film d'horreur américain, en noir et blanc, réalisé par Arthur Lubin et sorti en 1940 et fait partie de la production des Universal Monsters.

## Synopsis
Le docteur Ernest Sovac, afin de sauver son collègue et ami le professeur George Kingsley, tente une opération de la dernière chance : lui retirer la partie de son cerveau dangereusement atteinte et lui transplanter cette même partie du cerveau. Toutefois, le seul cerveau intact dont il dispose est celui d'un dangereux criminel. L'opération semble à première vue un succès total, mais petit à petit la personnalité du criminel réapparaît.

## Fiche technique
- Titre français : Vendredi 13
- Titre original : Black Friday
- Réalisation : Arthur Lubin
- Scénario : Curt Siodmak, Eric Taylor (en), Edmund Hartmann (en) (non crédité)
- Musique : Hans J. Salter, Frank Skinner (non crédité)
- Directeur de la photographie : Elwood Bredell
- Montage : Philip Cahn
- Direction artistique : Jack Otterson (en)
- Décors : Russell A. Gausman
- Costumes : Vera West
- Production : Burt Kelly, Universal Pictures
- Pays de production :  États-Unis
- Genre : Film dramatique, Film policier, Film d'horreur
- Durée : 70 minutes
- Date de sortie :
  - États-Unis : 12 avril 1940

## Distribution
- Boris Karloff : Dr Ernest Sovac
- Béla Lugosi : Eric Marnay
- Stanley Ridges : Professeur George Kingsley / Red Cannon
- Anne Nagel : Sunny Rogers
- Anne Gwynne : Jean Sovac
- Virginia Brissac : Mme Margaret Kingsley
- Edmund MacDonald : Frank Miller
- Paul Fix : William Kane
- Murray Alper : Bellhop
- Jack Mulhall : le patron du bar
- Joe King : chef de la police

Acteurs non crédités
- Raymond Bailey : Louis Devore
- Edward Earle : un détective
- Frank Sheridan : le chapelain de la prison
- Edwin Stanley : Dr Warner
- Emmett Vogan : le détective Carpenter

## Récompenses et distinctions

### Récompenses
- Saturn Award 2006 :
  - Saturn Award de la meilleure collection DVD (au sein du coffret The Bela Lugosi Collection)

## Sortie vidéo
Le film sort en combo DVD/Blu-ray le 18 août 2020 édité par Elephant Films.